# William Billings
William Billings (født 7. oktober 1746, død 29. august 1800) var en amerikansk autodidakt komponist. Han var en ejendommelig person, han var ikke ret stor, manglede et ben og et øje, og var usædvanlig sjusket med sig selv, siger en beskrivelse af ham. Han skrev udelukkende kirkelig kormusik for fire stemmer, i alt seks samlinger.